# 坂本基
坂本基（さかもと もとる、1968年7月29日 - ）は日本の財務官僚。

## 来歴
東京都出身。筑波大学附属中学校・高等学校卒。東京大学法学部在学中に国家公務員一種試験（行政）に合格。東大法学部を卒業し、1991年 大蔵省入省（証券局総務課調査室）。同期に寺岡光博、中村英正、岩元達弘、堀内斉、野尻明裕、田村謙治、尾﨑正直、長崎幸太郎らがいる。
関税局監視課長補佐、外務省在イタリア日本大使館勤務の後、2002年7月 財務省大臣官房文書課長補佐（審査）。同年11月 大臣官房秘書課長補佐（副大臣秘書官）。
2004年7月から主計局主計官補佐（農林水産第三係主査）。2005年7月から主計局主計官補佐（農林水産第一係主査）。その後は国際局総務課長補佐。2012年8月に主税局税制第二課主税企画官兼主税局総務課社会保障・税一体改革調整室長として自身初の主税局に配置される。
2019年7月5日に大臣官房文書課長。2021年7月8日に主計局次長（末席）。同年10月5日に主計局次長（次席）。2023年7月4日から大臣官房総括審議官となる。
2024年7月5日に大臣官房長に就いた。

## 略歴
- 1990年9月：国家公務員一種試験（行政）を合格[1]。
- 1991年4月：大蔵省入省（証券局総務課調査室）[1][2]。
- 1997年7月：関税局監視課長補佐。
- 1998年6月：関税局付（外務研修）。
- 1999年5月：外務省在イタリア日本大使館二等書記官。
- 2001年4月：外務省在イタリア日本大使館一等書記官。
- 2002年7月：財務省大臣官房文書課長補佐（審査）[3]。
- 2002年11月：大臣官房秘書課長補佐（副大臣秘書官）。
- 2004年7月：主計局主計官補佐（農林水産第三係主査）。
- 2005年7月：主計局主計官補佐（農林水産第一係主査）。
- 2006年7月：国際局開発政策課長補佐。
- 2008年7月：国際局総務課長補佐。
- 2009年7月：熊本県地域振興部長。
- 2010年4月：熊本県企画振興部長。
- 2012年8月：主税局税制第二課主税企画官 兼 主税局総務課社会保障・税一体改革調整室長。
- 2014年7月9日：主税局税制第三課長。
- 2015年7月7日：主税局税制第二課長。
- 2017年7月10日：主税局税制第一課長。
  - 2018年7月2日：兼 主税局税制第一課主税企画官事務取扱。
  - 2018年7月17日：免 主税局税制第一課主税企画官事務取扱。
- 2019年7月5日：大臣官房文書課長。
  - 2019年7月5日：兼 大臣官房文書課企画調整室長。
  - 2019年7月9日：免 大臣官房文書課企画調整室長。
- 2020年7月20日：内閣官房内閣審議官（内閣官房副長官補付） 兼 内閣官房新型コロナウイルス感染症対策推進室審議官 兼 内閣官房新型コロナウイルス感染症対策本部事務局審議官。
- 2021年7月8日：主計局次長（末席）。
- 2021年10月5日：主計局次長（次席）。
- 2022年6月24日：大臣官房審議官（主税局担当）。
- 2023年7月4日：大臣官房総括審議官。
  - 2023年7月4日：兼 内閣官房内閣審議官（内閣官房副長官補付） 兼 内閣官房令和4年物価・賃金・生活総合対策世帯給付金及び令和3年経済対策世帯給付金等事業企画室次長 兼 内閣官房GX推進実行室次長。
  - 2023年11月：免 内閣官房令和4年物価・賃金・生活総合対策世帯給付金及び令和3年経済対策世帯給付金等事業企画室次長。
- 2024年7月5日：大臣官房長[4]。